# El método (película)
El método es una película de Marcelo Piñeyro coproducción de Argentina y España. Está basada en la obra de teatro El método Grönholm, de Jordi Galceran. Fue estrenada el 23 de septiembre de 2005.

## Sinopsis
Un grupo de personas se presentan en una oficina para conseguir un puesto de trabajo. La sala se muestra muy callada con los miembros que tienen que llenar un formulario. Al poco tiempo se dan cuenta de que los han encerrado, y a partir de ahí deberán realizar varias pruebas colectivas eliminatorias, centradas en la argumentación por parte de los candidatos. Cada actividad pondrá a prueba las capacidades de los solicitantes, conservando a los más aptos para tomar el empleo. Todo esto en un país que está pasando por problemas sociales muy fuertes, y en el que constantemente se llevan a cabo manifestaciones violentas en contra del gobierno.

## Polémica con Jordi Galcerán
Aunque en la obra de Jordi Galcerán sí que hay una crítica importante hacia el mercado laboral y el capitalismo moderno, lo cierto es que El método Grönholm era ante todo la disección del perfil de un sujeto egoísta que ha abandonado a los suyos de manera determinante, un punto importante como calidad de autonomía; un vodevil que poco a poco iba transformándose en otra cosa...
El método por el contrario desde el aumento del número de personajes hasta el enfoque -bastante más dramático- ahonda más en esa descripción distópica del mundo contemporáneo, lo que provocó unas airadas quejas de Galcerán.[cita requerida]

## Localización y rodaje
La película rodó los exteriores en Madrid (Paseo de la Castellana y plaza Pablo Ruiz Picasso) y los interiores en un plató que imitaban los rascacielos de oficinas de Azca.

## Premios
Goya 2006
| Categoría                                   | Persona                   | Resultado |
| ------------------------------------------- | ------------------------- | --------- |
| Mejor interpretación masculina de reparto   | Carmelo Gómez             | Ganador   |
| Mejor guion adaptado                        | Marcelo Piñeyro Mateo Gil | Ganadores |
| Mejor actor revelación                      | Pablo Echarri             | Nominado  |
| Mejor interpretación masculina protagonista | Eduard Fernández          | Nominado  |
| Mejor montaje                               | Iván Aledo                | Nominado  |

Medallas del Círculo de Escritores Cinematográficos de 2005
| Categoría                | Persona                   | Resultado |
| ------------------------ | ------------------------- | --------- |
| Mejor actor protagonista | Eduard Fernández          | Nominado  |
| Mejor actor secundario   | Carmelo Gómez             | Ganador   |
| Mejor actor secundario   | Ernesto Alterio           | Nominado  |
| Mejor guion adaptado     | Mateo Gil Marcelo Piñeyro | Ganadores |
| Mejor montaje            | Iván Aledo                | Nominado  |

Fotogramas de Plata
| Categoría                                  | Persona         | Resultado |
| ------------------------------------------ | --------------- | --------- |
| Fotogramas de Plata al mejor actor de cine | Eduardo Noriega | Nominado  |

Unión de Actores XV edición
- Ganador al mejor actor secundario: Eduard Fernández.
- Ganadora a la mejor actriz de reparto: Adriana Ozores.
- Ganador al mejor actor revelación: Pablo Echarri.

Premios ACE (Nueva York)
- Ganador a la mejor coactuación masculina: Pablo Echarri.

Festival Internacional de Cine de Flandes 2006
- Ganador del Premio del Público.